# Pygmalion v sukni
Pygmalion v sukni (v anglickém originále My Fair Laddy) je 12. díl 17. řady (celkem 368.) amerického animovaného seriálu Simpsonovi. Scénář napsal Michael Price a díl režíroval Bob Anderson. V USA měl premiéru dne 26. února 2006 na stanici Fox Broadcasting Company a v Česku byl poprvé vysílán 10. února 2008 na stanici ČT2.

## Děj
Když paní Pummelhorstová – učitelka tělocviku na Springfieldské základní škole – oznámí, že odchází na operaci změny pohlaví a vrátí se jako učitel „pan Pummelhorst“, nastoupí na její místo trenér Krupt, který ji zastupuje. Každou hodinu tělocviku nechává studenty hrát hru zvanou „bombardování“, která spočívá v tom, že po studentech hází míče. 
Brzy má Bart neustálé šikany plné zuby, a tak naplní míč vodou a strčí ho přes noc do mrazáku. Druhý den se pokusí zmrzlý míč hodit na trenéra Krupta, který se mu vyhne; míč proletí oknem a zničí Willieho boudu. Když Marge vyzvedne Barta ze školy a vidí, že je Willie bezdomovec, nabídne mu, aby zůstal u nich doma, a on nakonec souhlasí. Líza Willieho přiměje, aby si uvědomil, že jeho život by mohl být mnohem lepší, a rozhodne se z něj udělat správného gentlemana. Bart však nevěří, že to dokáže, ale Líza se vsadí, že to stihne do školního vědeckého veletrhu. 
Mezitím se Homer vrací domů s posledními modrými kalhotami, které má roztrhané, protože mu na motokárové dráze prasklo sedadlo. Když hledá po městě nové kalhoty, nenajde žádný obchod, jenž by prodával jeho oblíbený typ kalhot. Když zajde do továrny, která je prodává, vedoucí mu řekne, že modré kalhoty už nevyrábějí kvůli špatnému prodeji, který způsobila katastrofální reklama na Super Bowl. Homer mu řekne, že sežene více zákazníků. Udělá to tak, že si na zátylek napíše „Kupte si modré kalhoty“. Homerova reklamní kampaň se vyplatí a brzy všichni nosí modré kalhoty. Marge je však naštvaná, když si Homer začne po celém těle lepit další reklamy. 
Líza se snaží Willieho naučit, jak se chovat kultivovaně. Den před vědeckým veletrhem je stále stejný, ale když vidí, jak je Líza zklamaná, najednou překvapí Barta i Lízu tím, že správně řekne větu, kterou mu předložila. Druhý den na vědeckém veletrhu všechny ohromí svou zdvořilostí a slovní obratností pod jménem G. K. Willington Esq. Nikdo vlastně netuší, že jde o starého školníka Willieho, dokud to Líza veřejně neoznámí. Opět tak vyhraje vědecký veletrh a spolu s ním i sázku. 
Přestože si ho všichni váží, Williemu se stýská po starém životě a cítí se nepatřičně, když pracuje jako vrchní v noblesní restauraci; bohužel mu práci i boudu sebral učitel hudby Dewey Largo. Willie vysvětlí Líze, že by se rád vrátil do starých kolejí, a ona ho pochopí. Brzy se vrací do své obnovené „chatrče“, kterou Líza vyzdobila novým nápisem na vnitřní stěně „Home Sweet Home“. Willie, jenž se chová velmi vděčně, požádá, aby mohl být sám, což Líza pochopí a okamžitě chatrč opustí. Po jejím odchodu ovšem Willie vezme ceduli, rozbije ji o zem a prohlásí, že se mu chata líbila „taková, jaká byla“.

## Kulturní odkazy a přijetí
Děj epizody vychází z My Fair Lady a obsahuje také parodie na písně z této hry, například „Wouldn't It Be Loverly“, „The Rain in Spain“, „I Could Have Danced All Night“, „On the Street Where You Live“ a „Get Me to the Church on Time“.
Díl byl v žebříčku AOL zařazen jako 25. nejlepší epizoda Simpsonových.
Robert Canning, Eric Goldman, Dan Iverson a Brian Zoromski z IGN ji označili za nejlepší díl 17. řady a jako „zábavnou parodii“ na My Fair Lady.